# Tour Solidor

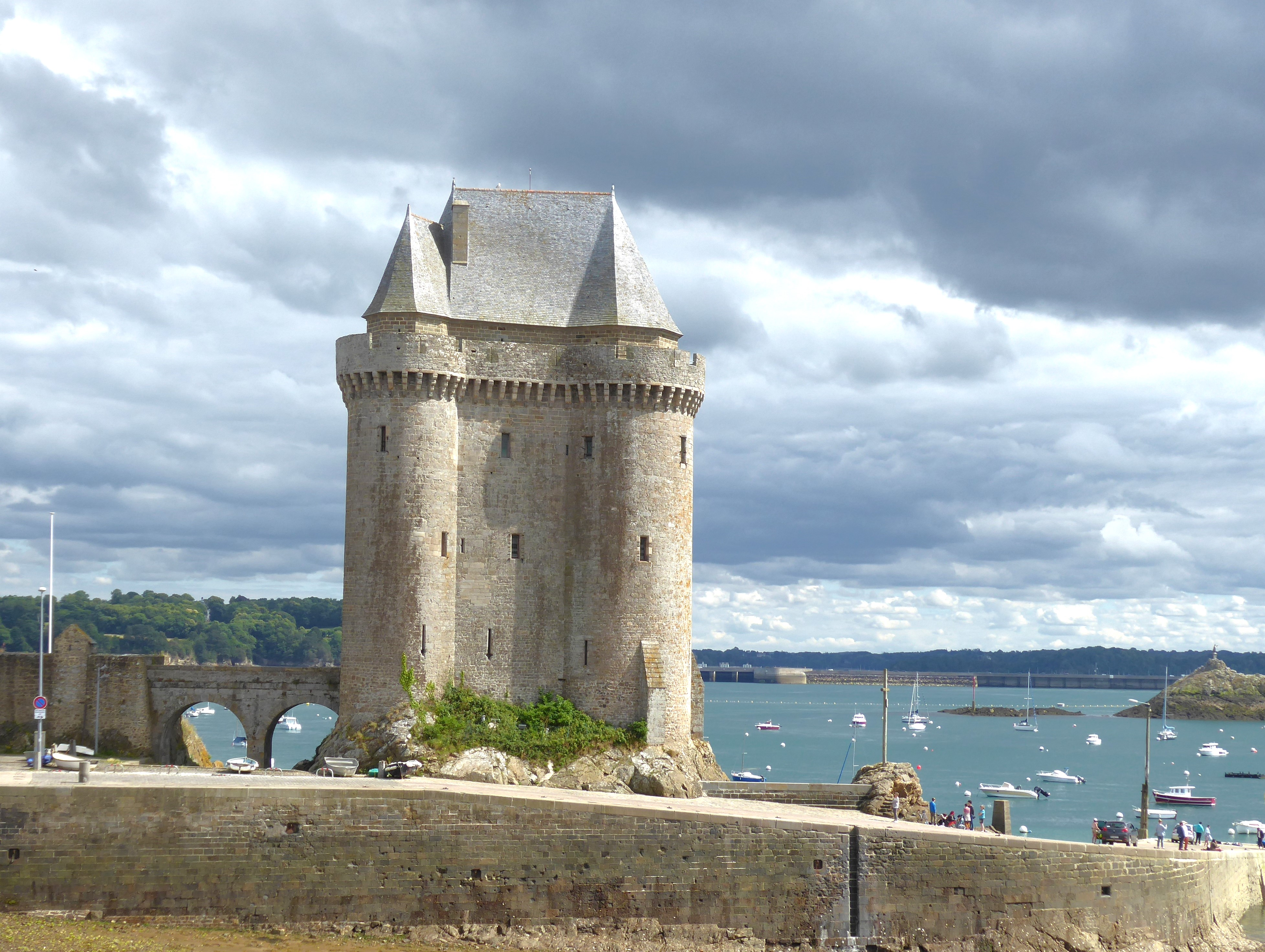
Der Tour Solidor, im Hintergrund das Gezeitenkraftwerk La Rance

Der Tour Solidor ist ein mittelalterlicher Wehrturm an der Mündung der Rance in Saint-Malo im Département Ille-et-Vilaine in der Bretagne. Das Bauwerk ist bereits seit dem Jahr 1886 als Monument historique eingestuft.

## Geschichte
Der Tour Solidor besteht aus drei Etagen und verfügt über drei 18 Meter hohe Rundtürme an seinen Flanken und im Inneren über eine Treppe mit 104 Stufen. Er wurde im Jahr 1382 durch Herzog Johann V. zu einer Zeit an der Mündung der Rance beim heutigen Stadtteil Saint-Servan errichtet, als die Stadt Saint-Malo seine Autorität nicht anerkannte. Der Turm sollte den Zugang zur Stadt Saint-Malo kontrollieren, die Flussmündung überwachen und den Handel zwischen Saint-Malo und Dinan blockieren. Während der Französischen Revolution wurde das Bauwerk als Gefängnis und dann im 19. Jahrhundert während der Kaiserzeit als Lagerhaus genutzt. Am Fuß des Turms befindet sich ein Kreuz, das 1985 errichtet wurde, um an Jacques Cartier zu erinnern, der 1534 von hier nach Kanada ablegte. Der Turm beherbergte zuletzt das Museum Musée international du Long-Cours Cap-Hornier, das (Stand 2025) geschlossen ist.